# Rudolf Frick (grosshandlare)
Denna artikel handlar om grosshandlaren Rudolf Frick i Jönköping. För rådmannen Rudolf Frick i Malmö, se Rudolf Frick

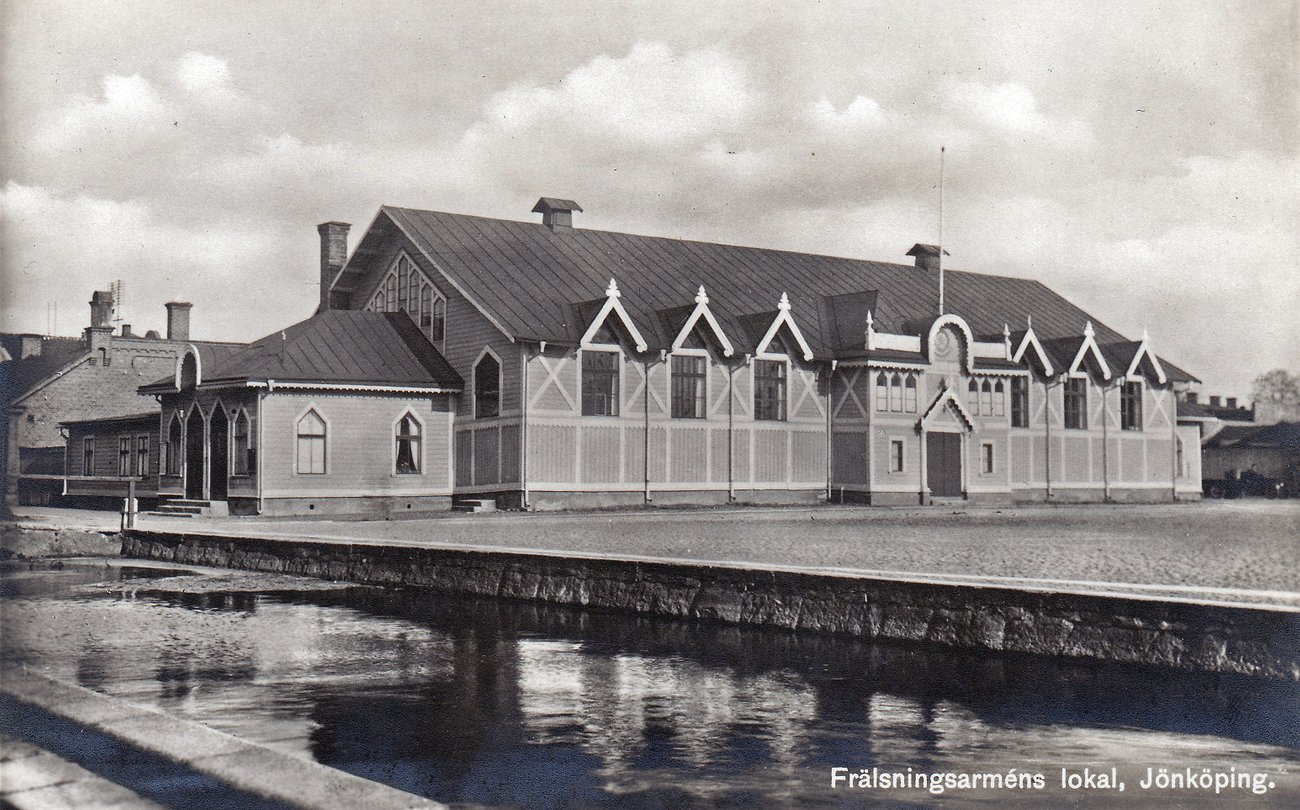
Frickska ridhuset, före 1926. I förgrunden kanalen i Slottsgatan, tidigare till Breda hamnen.

Lars Anders Rudolf Frick, född 1 september 1813 på Eskilstorp i Östra Karups socken i Halland, död 4 mars 1905 i Jönköping, var en svensk jurist, grosshandlare och ombudsman.
Rudolf Frick var son till juristen och ryttmästaren Anders Frick (1784–1840)  och Helena Sievers (1792–1851). Han tog juristexamen 1831 och var därefter auskultant i Göta hovrätt i Jönköping. Han blev vice häradshövding 1843 och länsnotarie i Skaraborgs län 1836. Från 1841 var han bosatt i Jönköping och var delägare i svärmodern Elise Lindqvists handelsrörelse. Han var från 1857 ombudsman i Städernas Bolag till försäkring  af lösöre (i Jönköping).
Frickska ridhuset vid Fisktorget/Slottsgatan på Öster i Jönköping, från 1897 gudstjänstlokal och högkvarter för Frälsningsarmén i Jönköping, har sitt namn efter honom. Frickska ridhuset var det ena av två privata ridhus i Jönköping under andra hälften av 1800-talet vid sidan av det bevarade Hayska ridhuset, som uppfördes av disponenten vid Jönköpings tändsticksfabrik Bernhard Hay vid Nygatan/Trädgårdsgatan på Väster.
Han var i första äktenskapet gift med Charlotta Lindqvist (1818–1849) och i andra äktenskapet från 1858 med Anna Elisabeth Maria af Sandeberg (1821–1894).